# Alfred Siewe-Reinke
Alfred Siewe-Reinke (geboren als Alfred Reinke, * 12. Juni 1959 in Ankum, Niedersachsen) ist deutscher Journalist.

## Leben
Siewe-Reinke studierte Lehramt für Gymnasien an der Universität Osnabrück und anschließend Journalistik an der Hochschule für Musik, Theater und Medien Hannover.
Im Anschluss an sein Studium war Alfred Siewe-Reinke als Redakteur für diverse Tageszeitungen und Rundfunksender tätig. 1990 gehörte er zum Gründungsteam von Radio Lippe Welle Hamm und war ab 1992 erster Chefredakteur von Radio Rur in Düren. 1996 wechselte Alfred Siewe-Reinke zum Evangelischen Rundfunkdienst Baden und arbeitete anschließend als freiberuflicher TV-Journalist u. a. für B.TV und den SWR. Neben seiner journalistischen Arbeit ist Alfred Siewe-Reinke seit 2006 auch im Bereich Presse- und Öffentlichkeitsarbeit tätig,  u. a. für die Nationale Verzehrsstudie II und die Fakultät Informatik der Hochschule Reutlingen.

## Auszeichnungen
2001 wurde Siewe-Reinke für die Magazinsendung 100 Jahre Tälesbahn mit dem Medienpreis der Landesanstalt für Kommunikation Baden-Württemberg (LfK) ausgezeichnet.